# Vebomark
Vebomark is een plaats in de gemeente Skellefteå in het landschap Västerbotten en de provincie Västerbottens län in Zweden. De plaats heeft 81 inwoners (2005) en een oppervlakte van 25 hectare. De plaats ligt op een plek waar drie verschillende wegen samen komen. De dichtstbijzijnde redelijk grote plaats is Lövånger, dat circa 17 kilometer van de plaats vandaan ligt.